# UFS Explorer
UFS Explorer — лінійка професійного програмного забезпечення для доступу до даних та відновлення інформації. Програма здійснює відновлення даних з різноманітних носіїв інформації (жорсткі диски, компакт-диски, флеш-карти, дискети тощо).

## Історія створення
Перша версія програми під торговим найменуванням UFS Explorer з'явилася наприкінці 2004 року як утиліта для операційної системи Microsoft Windows, яка дозволяла отримувати доступ до розділів диску, створених альтернативними операційними системами, такими, як Linux. Згодом, підтримка файлових систем розширилася, також з'явилися окремі продукти UFS Explorer Standard Recovery i UFS Explorer Standard Access. В решті решт основним фокусом лінійки продуктів стало саме відновлення даних.
Наразі, доступні такі утиліти:
- Standard Recovery — утиліта для відновлення даних;
- RAID Recovery — утиліта для відновлення даних на RAID-масивах;
- Network RAID — утиліта доповнена можливістю розподіленого відновлення даних по локальній мережі;
- Professional Recovery — інструмент відновлення даних для професійних користувачів;
- Technician — інструмент для технічних спеціалістів та комп'ютерних криміналістів;
- Video Recovery — спеціальна редакція для відновлення відео з систем відеоспостеження.

Всі права на програмне забезпечення UFS Explorer належать українській компанії ТОВ «СисДев Лабораторіз» та британській SysDev Laboratories UK Limited.

## Можливості програми
- Реконструкція пошкоджених файлових систем:
  - Microsoft Windows: FAT/FAT32, ExFAT, NTFS, ReFS/ReFS3, Btrfs;
  - Apple Mac OS: HFS+/HFSX, APFS;
  - Linux: Ext2, Ext3, Ext4, ReiserFS, XFS, JFS;
  - ZFS (Solaris), Unix File System (UFS) та UFS2 (FFS);
  - VMware VMFS, VMFS6;
  - Модифікації XFS та UFS.
- Відновлення даних;
- Реконструкція файлових систем після пошкодження або форматування.
- Відновлення інформації за сигнатурами з використанням алгоритму IntelliRAW.
- Віртуальна реконструкція RAID-масивів з підтримкою розподілу даних (страйпів) на байтовому рівні.
- Підтримка відновлення даних з пристроїв NAS з файловими системами XFS, Ext3, UFS та інших.
- Сумісність з продуктами Runtime Software (можливість імпорту конфігурацій RAID).
- Пошук втрачених розділів диску (у випадку, коли операційна система не може їх розпізнати).
- Відновлення даних з шифрованих сховищ BitLocker, LUKS, шифрованих томів Apple та інших.

## Системні вимоги
- Операційні системи:
  - Windows XP (Service Pack 3)/Vista/Windows 7/Windows 8/Windows 10.
  - Mac OS: починаючи з Apple Mac OS X 10.9.
  - Linux: Debian, Ubuntu, Mint, RedHat, Fedora, Mandriva та інші.
  - BSD: останні версії FreeBSD.

- Від 256 мегабайт оперативної пам'яті (залежить від задачі).

## IntelliRAW
IntelliRAW — вдосконалений метод відновлення даних за відомим змістом. На відміну від інших класичних методів, IntelliRAW також може брати до уваги складні структури як самих файлів, так і залишків файлової системи, що дозволяє відновлювати навіть фрагментовані файли.
Відновлення файлів специфічного формату можливе за допомогою розширюваного набору правил редактора з комплекту поставки UFS Explorer чи вбудованого редактора правил.
Результат відновлення даних з використанням IntelliRAW являє собою набір папок по типу файлу з «нумерованими» іменами файлів. Також, для деяких форматів файлів (як то DOCX, JPEG, EML та ін.), генерується ім'я файлу на основі його вмісту.